# علم الطباع
علم الطباع وسمي علم وصف الشخصية (كاركتيرولوجيا، يشتق من كلمة «شخصية أو صفة» والكلمة اليونانية القديمة λογία، علم)، هو عبارة عن طريقة لقراءة شخصية والتي تحاول أن تجمع بين علم الفراسة المنقح، علم فراسة الدماغ المعاد بناءه وعلم الباثوجونومي الموسع، مع كلا من علم الأعراق البشرية، علم الاجتماع وعلم الأنطروبولوجيا. وبتطوير هذا العلم بواسطة ليندر هاميلتون ماكورميك عام 1920 م أصبح علم وصف شخصية محاولة لإنتاج نظام موضوعي علمي لتقييم شخصية الفرد.
وحاول علم وصف شخصية حل عيوب نظام علم الفراسة الدماغي الذي أنشأه كلاً من الدكتور فرانسيس جوزيف غال ويوهان سبيوزايم (بالإنجليزية: Dr. Francis Joseph Gall and Johann Spurzheim)‏. حيث حاول ماكورميك أن ينأى بنفسه عن هذه النظم السابقة وكتب على نطاق واسع حول كيفية تحسن أفكاره عن تلك النظم.
لقد اقترح ماكورميك تطبيقات ممكنة لاستخدامها لمعرفة خصائص شخصية، على سبيل المثال، تقديم المشورة للآباء والمربين، التوجيه في الترقيات الخاصة بالقيادة العسكرية، تقييم أنماط التفكير (مثال، تفكير معتمد على الأسباب أو معتمد على الذاكرة)، تقييم شركاء الأعمال والمنافسين، تقديم المشورة المهنية، واختيار شركاء الحياة الزوجية.

## التخصصات ذات الصلة
- علم فراسة الدماغ
- علم الفراسة
- علم الباثوجونومي
- علم تحليل الشخصية
- صورة المرآة